# Naussannes
Naussannes ist eine französische Gemeinde im Département Dordogne in der Region Nouvelle-Aquitaine. Sie hat eine Fläche von 14,82 km² und 236 Einwohner (2022).
Nachbargemeinden sind: Beaumontois en Périgord, Saint-Léon-d’Issigeac, Bardou und Monsac.

## Bevölkerungsentwicklung
| Jahr                      | 1962 | 1968 | 1975 | 1982 | 1990 | 1999 | 2006 | 2011 | 2015 | 2019 |
| ------------------------- | ---- | ---- | ---- | ---- | ---- | ---- | ---- | ---- | ---- | ---- |
| Einwohner                 | 239  | 238  | 192  | 194  | 189  | 182  | 208  | 217  | 235  | 265  |
| Quelle: Cassini und INSEE |      |      |      |      |      |      |      |      |      |      |

## Sehenswürdigkeiten
- Kirche Saint-Jean-Baptiste

Der Dolmen von Peyre Nègre liegt neben der Straße nach Naussannes.